# Serer-Sine jezik
Serer-Sine jezik (ISO 639-3: srr; seereer, seex, sereer, serer, serer-sin, sérère-sine, serrer, sine-saloum, sine-sine), sjevernoatlantski jezik iz Senegala i Gambije kojim govori oko 1 161 900 ljudi, poglavito u Senegalu 1 130 000 i svega 31 900 na sjeverozapadu Gambije (2006). Pripadnici etničke grupe sebe nazivaju Sereer.
Jedini je predstavnik istoimene podskupine koja čini dio senegambijske skupine. Ima više dijalekata: segum, fadyut-palmerin, sine, dyegueme (gyegem), niominka. U Senegalu je nacionalni i službeni jezik.

## Vanjske poveznice
- Ethnologue (14th)
- Ethnologue (15th)